# Pella
Pella (görög betűkkel Πέλλα) ókori város, melynek romjai a mai Görögországban, Thesszalonikitől északnyugatra, körülbelül 40 km távolságra találhatók. A név eredete vitatott, egyes vélemények szerint Apollón isten nevéből származik, akit a szomszédos Thesszáliában Ἄπλουν (Aplun) néven tiszteltek. Apollón kultuszára utal a vergina is, amely egy sugaras napkorongot ábrázol.
Maradványait 1957-ben fedezték fel, ami nagy szenzációt keltett, mivel a korabeli leírások – például Titus Livius híradása – alapján a tengerpart közelében kutattak a város után eredménytelenül. A két évezred alatt ugyanis a leírásokban szereplő mocsarak, amelyek a vidéket a tengerhez kapcsolták, kiszáradtak, a folyók hordaléka pedig feltöltötte a területet.

## Története
Az i. e. 5. század első negyedében I. Arkhelaosz makedón király alapította Makedónia fővárosaként a korábbi Aigai (ma Vergina) helyett. II. Philipposz és III. Alexandrosz uralkodása alatt a város Makedónia legjelentősebb kereskedelmi  központjává fejlődött. Az új főváros évtizedeken át szinte csak arról volt nevezetes, hogy a városalapító királyt honfitársai kíméletlenül kigúnyolták, mivel új palotájának termeit festményekkel díszítette. A többnyire állattenyésztő makedónok ezt különcködésnek tartották.
Xenophón azonban már népes városnak mondta. Igazi politikai és szellemi központtá azonban mégsem vált, mivel Nagy Sándor világbirodalmában földrajzilag a periférián helyezkedett el és a korabeli közlekedési és hírközlési körülmények az irányítási központ szerepére emiatt nem tették alkalmassá. A legendák szerint itt élt Arisztotelész is mint a fiatal Nagy Sándor nevelője és tanítója, s itt halt meg Euripidész is i. e. 406-ban. Jelentősebb esemény kapcsán a történetírás i. e. 168-ban említi újra a várost, amikor is a püdnai csata után a rómaiak elfoglalták és feldúlták. Innentől kezdve a Római Birodalom 3. makedón régiójának központja, bár i. e. 148-ban Makedónia provincia megalakításakor annak fővárosa Thesszaloniki lett. I. e. 40-ben római veteráncoloniát telepítettek a városba, melynek státusát i. e. 27-ben Augustus is megerősítette Colonia Iulia Augusta Pella elnevezéssel. A település hanyatlását azonban már nem lehetett visszafordítani, 3-ban megszűnt a pénzverés is.

## Nevezetességek
Az agora és a királyi palota maradványai, továbbá az i. e. 300 körül készült perisztiliumos házak.